# Sádek (Boemia centrale)
Sádek è un comune della Repubblica Ceca facente parte del distretto di Příbram, in Boemia Centrale.